# Großsteingrab Slagslunde Skov 3
Das Großsteingrab Slagslunde Skov 3 ist eine megalithische Grabanlage der jungsteinzeitlichen Nordgruppe der Trichterbecherkultur im Kirchspiel Slagslunde in der dänischen Kommune Egedal.

## Lage
Das Grab liegt nördlich von Slagslunde nahe dem Südostrand des Waldgebiets Slagslunde Skov. In der näheren Umgebung gibt bzw. gab es zahlreiche weitere megalithische Grabanlagen.

## Forschungsgeschichte
In den Jahren 1875 und 1942 führten Mitarbeiter des Dänischen Nationalmuseums eine Dokumentation der Fundstelle durch. Eine weitere Dokumentation erfolgte 1982.

## Beschreibung
Die Anlage besitzt eine ost-westlich orientierte rechteckige Hügelschüttung, über deren Größe leicht unterschiedliche Angaben vorliegen. Der Bericht von 1875 nennt eine Länge von 25 m und eine Breite von 7 m. Der Bericht von 1982 nennt eine Länge von 23 m und eine Breite von 6,5 m. Von der Umfassung sind noch einige kleinere Steine erhalten: acht an der nördlichen und drei an der südlichen Langseite sowie drei etwas größere an der östlichen Schmalseite.
Der Hügel enthielt ursprünglich wohl zwei Grabkammern, die heute völlig zerstört sind. Die erste lag 4 m vom Ostende des Hügels entfernt. Hier ist eine Grube zu erkennen, in deren Südostecke ein kleiner Steinblock liegt. 6 m weiter westlich befindet sich eine zweite Grube, in deren Südteil einige größere Steine liegen. Die Maße, die Orientierung und der Typ der Kammern lassen sich nicht sicher bestimmen.